# Quásar (discoteca)
Quásar era una discoteca chilena orientada al público LGBT, fundada en 1980 y que fue una de las primeras de su estilo en el país, siendo considerada un lugar icónico para la formación de una nueva generación de transformistas tras el golpe de Estado de 1973.

## Historia
La discoteca fue creada en 1980, en plena dictadura militar, por Jorge Belmar —exfuncionario de la Policía de Investigaciones de Chile— y Ana María de la Fuente, y se encontraba ubicada en la calle Coquimbo, entre Aldunate y San Ignacio, cercano al actual Museo Histórico y Militar de Chile, en ese entonces sede de la Escuela de Suboficiales. Al no existir una política oficial por parte de las autoridades militares de represión estatal contra el colectivo LGBT, el recinto pudo abrir dentro de la legalidad como un «local gay» propiamente tal y con un cierto grado de tolerancia, sin perjuicio de su ubicación tan próxima a un recinto académico militar.
Quásar se caracterizó por ser de un corte más popular que Fausto, inaugurada en 1979 y que apuntaba a un público más de clase media-alta; en la discoteca se acostumbraba presentar menos música en inglés que en Fausto. Dado su carácter popular, la discoteca fue blanco de constantes allanamientos y detenciones de sus parroquianos: uno de los casos más difundidos por la prensa ocurrió el 4 de mayo de 1996, cuando más de 40 homosexuales fueron detenidos, entre ellos Francis Françoise, quien había iniciado su carrera artística como transformista en Quásar en 1987 y estuvo hasta su cierre; el allanamiento fue filmado por un equipo del programa Informe especial de Televisión Nacional de Chile. Dados los constantes acosos policiales al recinto este poseía escondites y muros corredizos para albergar algunas personas mientras ocurría la redada.
Además de Francis Françoise, Quásar se convirtió en el espacio donde diversas transformistas desarrollaron sus carreras artísticas, como por ejemplo Janin Day, Anais Tiare, Maureen Junott y Claudia Larson. La discoteca cerró sus puertas en 2000.